# Ogród Botaniczny w Cieplicach

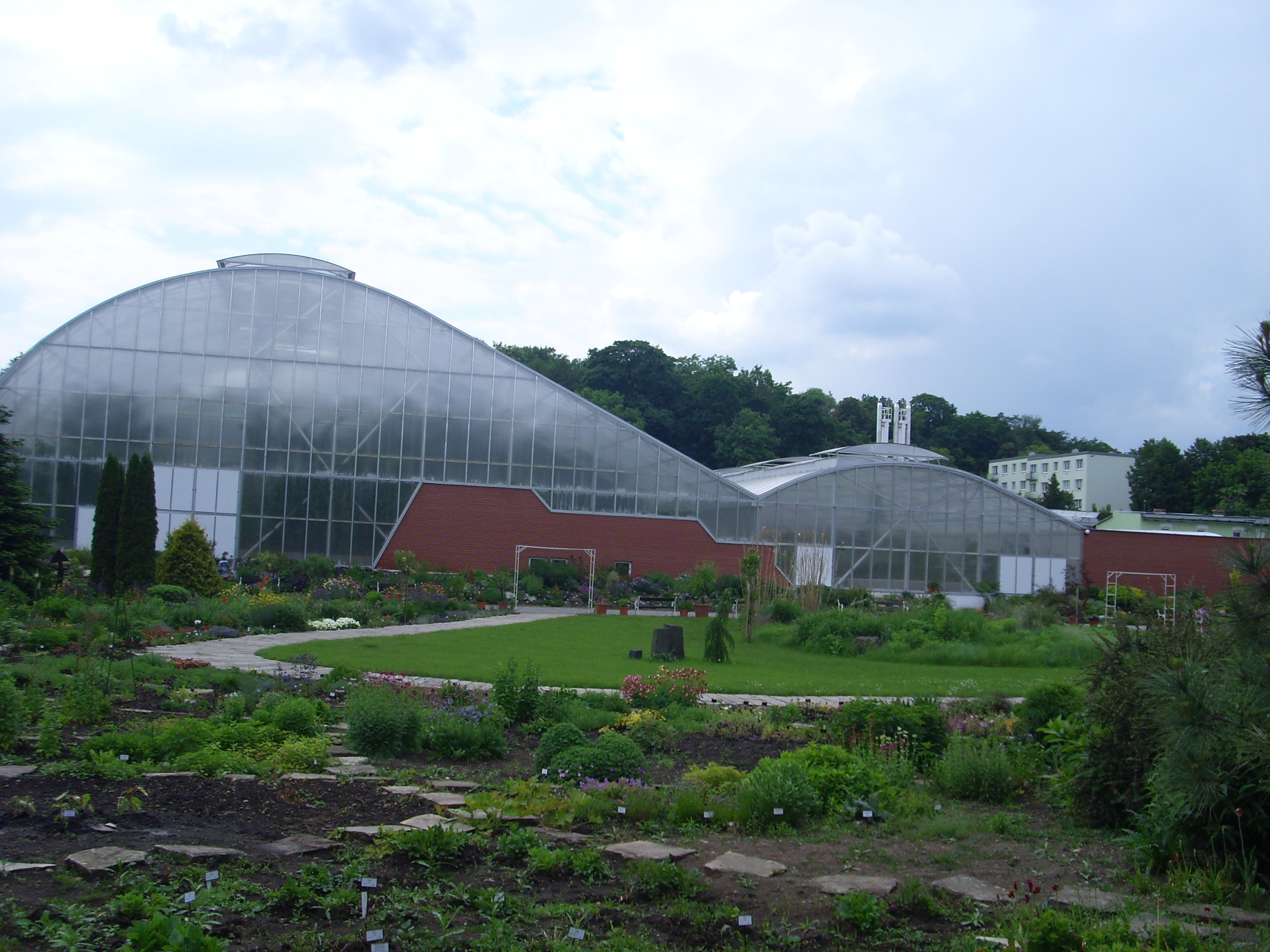
Widok z zewnątrz na palmiarnię

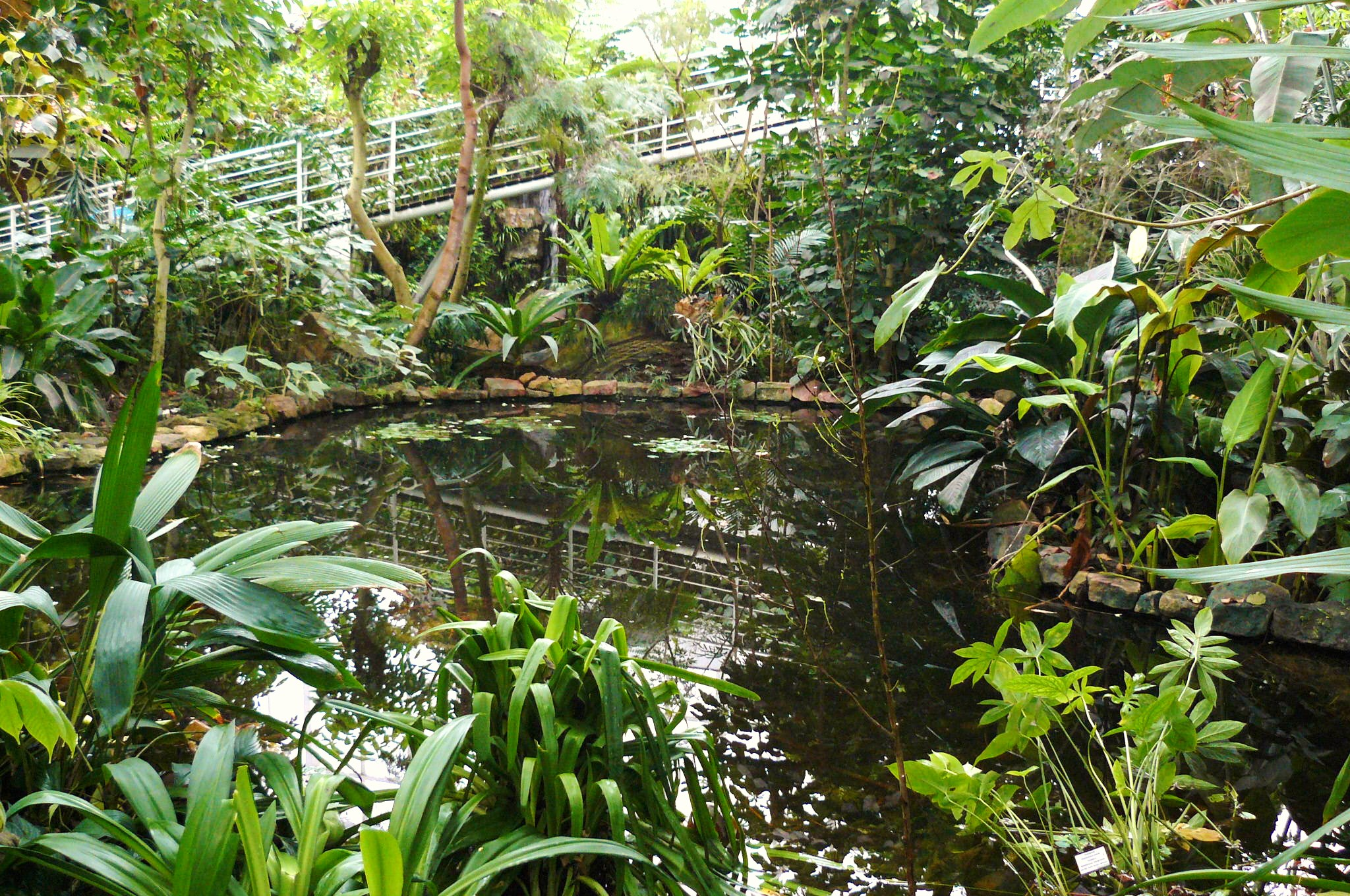
Strefa tropikalna – staw i kładka

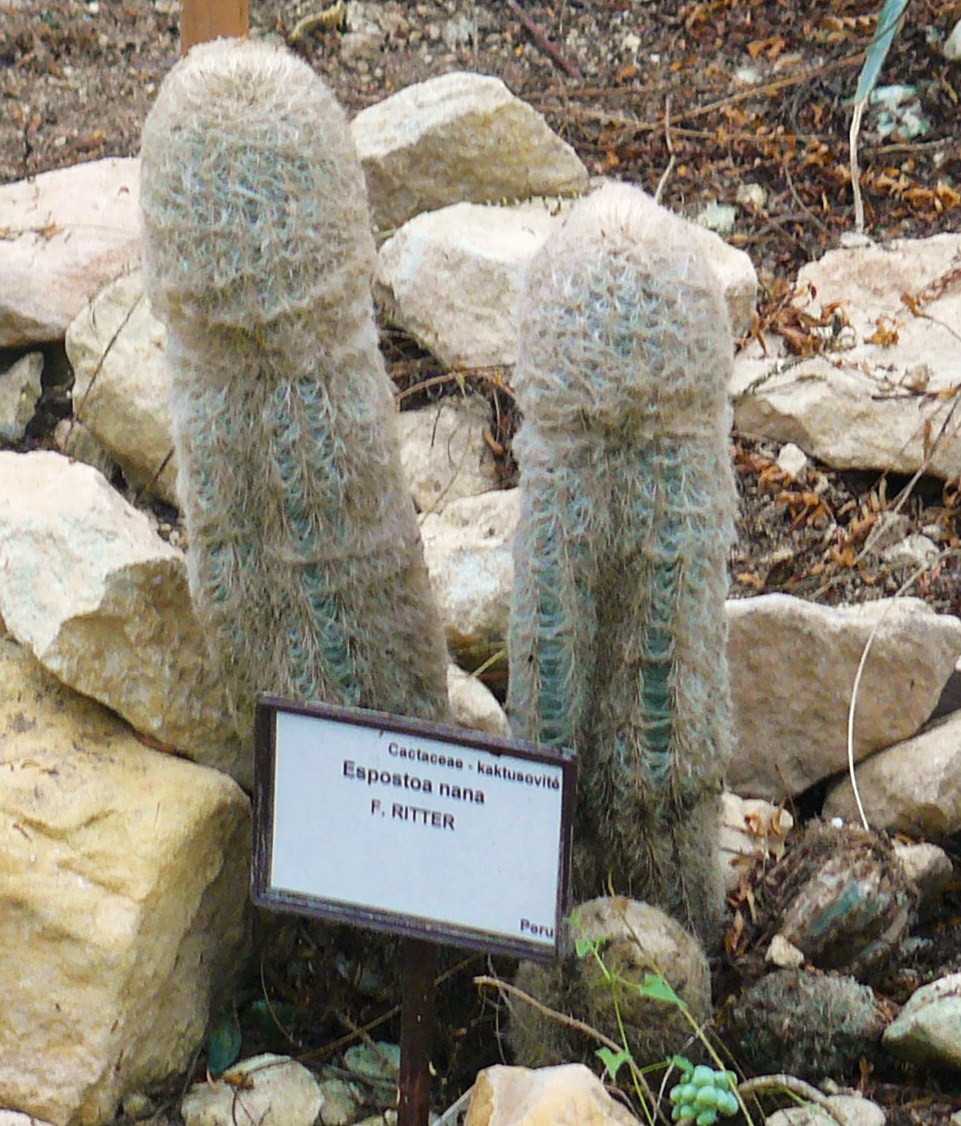
Espostoa nana

Ogród Botaniczny w Cieplicach (cz. Botanická zahrada Teplice) – ogród botaniczny zlokalizowany w czeskich Cieplicach (Teplice), na terenie kraju usteckiego, przy ul. Josefa Suka. Integralną częścią założenia jest palmiarnia.

## Ogólne informacje
Ogród powstał w 2002, jako jednostka samorządu miejskiego Cieplic, celem podniesienia atrakcji turystycznej miasta. Zajmuje około 2 ha powierzchni, a palmiarnia ma 2400 m². Ogród jest czynny przez cały rok. Wstęp jest płatny (w 2011 – 50 koron).

## Palmiarnia
Nad wejściem do palmiarni umieszczona jest płaskorzeźba patrona ogrodu, boga Majów – Yum Kaax, opiekuna roślin. Obszar hal (skleníky) składa się z trzech zasadniczych części tematycznych:
- strefa sucha,
- strefa tropikalna,
- strefa subtropikalna.

W ramach strefy suchej prezentowane są rośliny z obu Ameryk, południowej Afryki, Madagaskaru, i państw arabskich, a także z wyspy Galapagos i Sokotry. W części tropikalnej (największej, 1000m² powierzchni, 16 m wysokości) znajdują się rośliny amerykańskie, afrykańskie, australijskie i malgaskie. Stworzono tu także sztuczny wodospad, staw, kładkę umożliwiającą poznanie koron drzew, ruiny meksykańskiej piramidy, akwaria z rybami i szklaną witrynę z orchideami. W części subtropikalnej pokazana została flora Patagonii, Himalajów, południowej Australii i Nowej Zelandii oraz południowo-wschodniej Afryki. Oprócz tego w specjalnej gablocie prezentowane są okazy węgla brunatnego z okolic Cieplic i Mostu. Ekspozycję dopełnia kolejna gablota z roślinami mięsożernymi i zimnolubnymi orchideami.

## Ogród
Poza palmiarnią znajduje się część zewnętrzna ogrodu – zajmuje ona około hektarową powierzchnię. W centrum znajduje się trawnik z różnorodnymi trawami, otoczony drzewami i leśnymi bylinami, uzupełniony roślinami kwitnącymi w różnych okresach. Podejście do poszczególnych kwater zapewniają kamienne ścieżki. Całości założenia dopełnia pergola i kawiarnia.

## Gatunki
Niektóre gatunki i kultywary prezentowane w cieplickim ogrodzie to, m.in.: Nematanthus brasiliensis, Tapeinochilos ananassae, Vanda caerulea, gazania lśniąca (kultywar 'Daybreak Red Stripe'), Linaria triornithophora (kultywar 'Rosea'), Xysmalobium stockenstromense, Heliconia rostrata, Chirita dielsii, ketmia (hibiscus, kultywar 'Kinchen's Yellow'), Calathea crotalifera, Alpinia zerumbet, Rhododendron jasminoflorum, Salvia mexicana, Phaedranassa tunguraguae, Dioscorea elephantipes.